# Serra de Coll de Jou
La Serra de Coll de Jou és una serra situada als municipis de Cistella i Vilanant a la comarca de l'Alt Empordà, amb una elevació màxima de 182 metres.